# (2740) Tsoj
(2740) Tsoj est un astéroïde de la ceinture principale.

## Description
(2740) Tsoj est un astéroïde de la ceinture principale. Il fut découvert le 26 septembre 1974 à Naoutchnyï par Lioudmila Jouravliova. Il présente une orbite caractérisée par un demi-grand axe de 3,00 UA, une excentricité de 0,07 et une inclinaison de 9,4° par rapport à l'écliptique.

## Nom
L'astéroïde est nommé d'après le chanteur russe Viktor Tsoï.

## Compléments